# Карбини
Карбини (фр. Carbini, корс. Carbini) — коммуна во Франции, находится в регионе Корсика. Департамент коммуны — Южная Корсика. Входит в состав кантона Гран-Сюд. Округ коммуны — Сартен.
Код INSEE коммуны — 2A061.

## Население
Население коммуны на 2008 год составляло 106 человек.
| 1962 | 1968 | 1975 | 1982 | 1990 | 1999 | 2004 | 2008 |
| ---- | ---- | ---- | ---- | ---- | ---- | ---- | ---- |
| 104  | 148  | 128  | 125  | 95   | 100  | 101  | 106  |

## Экономика
В 2007 году среди 49 человек в трудоспособном возрасте (15—64 лет) 31 были экономически активными, 18 — неактивными (показатель активности — 63,3 %, в 1999 году было 54,7 %). Из 31 активных работали 26 человек (20 мужчин и 6 женщин), безработных было 5 (1 мужчина и 4 женщины). Среди 18 неактивных 2 человека были учениками или студентами, 11 — пенсионерами, 5 были неактивными по другим причинам.
В 2008 году в коммуне насчитывалось 41 облагаемое налогом домохозяйство, в которых проживали 68 человек, медиана доходов составляла 14 887 евро на одного человека.